# 菲利普·维特
菲利普·维特（德語：Philip Witte，1984年7月29日—），德国男子曲棍球运动员。他曾代表德国国家队参加2008年夏季奥林匹克运动会男子曲棍球比赛，获得一枚金牌。